# Louvigny de Montigny
Louvigny Testard de Montigny (né à Saint-Jérôme en 1876 - mort en 1955), parfois connu sous le pseudonyme de Carolus Glatigny, est un journaliste, écrivain, poète et critique québécois. Il étudie au Collège Sainte-Marie puis à la Faculté de droit de l'Université Laval à Montréal pour finalement devenir journaliste. Il fonde les journaux Les débats et la Gazette municipale pour lesquels il agira à titre de rédacteur en chef.
Il est connu pour avoir contribué à la publication de la première version du populaire roman Maria Chapdelaine à Montréal en 1916. En 1937, il publie le livre « La revanche de Maria Chapdelaine : essai d'initiation à un chef-d'œuvre inspiré du pays de Québec » dans lequel il défend le roman de Hémon et étudie ce qu'on appelle maintenant le « mythe de Maria Chapdelaine ». La même année, il reçoit les honneurs de l'Académie française pour cet essai. Il est aussi l'auteur de l'essai « Au pays de Québec », pour lequel il reçoit le prix Ernesta Stern de la Société des gens de lettres en 1945.
Il est aussi l'auteur du Rigodon du diable, publié pour la première fois dans La Presse du 22 février 1898, souvent considéré comme l'un des meilleurs contes québécois du XIXe siècle.
Il est aussi traducteur pour le Sénat du Canada de 1910 à 1955.
|  |

Le fonds d'archives de Carolus-Glatigny-Louvigny de Montigny est conservé au centre d'archives de Montréal de Bibliothèque et Archives nationales du Québec. L'Université de Montréal conserve également certains documents relativement aux activités de Louvigny de Montigny.

## Œuvres
- La Langue française au Canada : son état actuel, étude canadienne, Ottawa : L'auteur, 1916, 187 p.
- La Revanche de Maria Chapdelaine : essai d'initiation à un chef d'œuvre inspiré du pays de Québec, Montréal : L’Action canadienne-française, 1937, 210 p.
- Au pays de Québec : contes et images, Montréal : Société des éditions Pascal, 1945, 325 p.
- Écrasons le perroquet : divertissement philologique, Montréal : Fides, 1948, 107 p.
- L'Épi rouge et autres scènes du pays de Québec, Montréal : le Cercle du livre de France, 1953, 285 pages